# Macrochenus tonkinensis
Macrochenus tonkinensis là một loài bọ cánh cứng trong họ Cerambycidae.